# Howard Crossett
Howard Crossett (n. 22 iulie 1918, Essex⁠(d), New York, SUA – d. 30 iunie 1968, Lebanon, New Hampshire, SUA) a fost un bober ce a reprezentat Statele Unite ale Americii, medaliat olimpic. A participat la o ediție a Jocurilor Olimpice (1952) în care a câștigat o medalie de argint.

## Participări
Lista de mai jos prezintă principalele competiții la care a participat Howard Crossett de-a lungul carierei.
- bobsleigh at the 1952 Winter Olympics – four-man[*]